# Jean-Antoine Gleizes
Jean-Antoine Gleizes né à Dourgne dans le Tarn le 26 décembre 1773 et mort à Mazères le 17 juin 1843, est un écrivain et un philosophe français précurseur du végétarisme en France.

## Biographie
Jean-Antoine Gleize est le fils de Denis Gleize, avocat et de Marie-Anne Faucos. Il fait ses études  au collège de Sorèze puis il suit les cours de la Faculté de Médecine de Montpellier. Il répugne à suivre les cours de dissection, renonce à étudier la médecine et se consacre à l'écriture.

En 1794, il épouse Aglaé Angliviel de La Beaumelle, fille de Laurent Angliviel de La Beaumelle qui fut lors de l'Affaire Calas un des premiers défenseur de la famille Calas. La famille s'installe au château de La Nogarede où Gleizes élabore une théorie d'harmonie avec la nature qui exclut la consommation de la viande et devient végétarien. Il fait interdire la chasse sur ses terres. Il restera jusqu'à sa mort fidèle à ce régime alimentaire végétal qu'il juge naturel et conforme à la morale. L'auteur romantique Alphonse Esquiros dira de lui:

« C'était l’âme d'un Brahmane dans le corps d'un Français »

Il meurt au château de La Nogarede d'une attaque d’apoplexie à l'âge de soixante-dix ans.

## Œuvres
- Les nuits élyséennes, éd. Pierre Didot l'Ainé, Paris, 1801.
- Les Agrestes, éd. Fuchs, Paris, 1804[2].
- Le Christianisme expliqué, ou le Véritable esprit de ce culte méconnu jusqu'à ce jour, éd. Firmin-Didot, Paris, 1837.
- Séléna, ou la famille Samanéenne, éd. Des Forges, 1838
- Thalysie; ou, La nouvelle existence, éd.	L. Desessart, 1841

### Sources
- Revue des deux Mondes, Alfred Esquiros, Monsieur Gleizes et le régime des herbes, Paris, septembre 1846.
- Jacques de Marquette, J.A. Gleizes et son influence sur le mouvement naturiste, éd. du Trait D'Union, Paris 1928.
- L.G. Michaud, Biographie universelle, ancienne et moderne : ou, Histoire, par ordre alphabétique, de la vie publique et privée de tous les hommes qui se sont fait remarquer par leurs écrits, leurs actions, leurs talents, leurs vertus ou leurs crimes, vol. 16, p. 627, éd.C.Desplaces, 1856
- N. Joly, J.A. Gleizes et le régime des herbes : Étude biographique, littéraire et physiologique, éd.  A. Chauvin, Toulouse, 1856
- Reinhold Grimm et Jost Hermand, Re-reading Wagner, University of Wisconsin Press, 1993, p. 110–113.
- Iacobbo et Iacobbo, Vegetarian America: A History, Praeger, 2004, p. 80.
- Colin Spencer, Vegetarianism: A History, Four Walls Eight Windows, 2002, p. 244.
- Howard Williams et Carol J. Adams, The Ethics of Diet: A Catena of Authorities Deprecatory of the Practice of Flesh-Eating, University of Illinois Press, 2003, p. 208–218.
- Jon Wynne-Tyson (comp.), The Extended Circle: A Dictionary of Humane Thought, Centaur Press, London, 2009, p. 107–109.
- Patrick Cabanel, « Gleizès, Jean-Antoine », in Patrick Cabanel et André Encrevé (dir.), Dictionnaire biographique des protestants français de 1787 à nos jours, tome 2 : D-G, Les Éditions de Paris Max Chaleil, Paris, 2020, p. 847-849  (ISBN 978-2-84621-288-5)